# Куагоґ
Квагоґ (англ. Quahog) — вигадане передмістя Провіденсу, штат Род-Айленд, у якому мешкають герої серіалу «Сім'янин» та інших медіа франшизи.

## Ідея створення
Сет Мак-Фарлейн жив у Провіденсі під час свого навчання у Род-Айлендській школі дизайну, мабуть внаслідок цього в мультсеріалі Сім'янин можна побачити краєвиди Квагоґу, які нагадують реальні визначні місця Провіденсу. У шоу Мак-Фарлейн також використав такі значні впізнавані назви родом з Род-Айленду, як «Потакет» та «Баді Чанчі». В інтерв'ю новинам FOX Мак-Фарлейн заявив, що у створенні Квагоґу було використано місто Кренстон, штат Род-Айленд.
У деяких епізодах на задньому плані можна побачити здалеку три будівлі три впізнавані будівлі — One Financial Center, 50 Kennedy Plaza, та башта Bank of America. Такий порядок та кут, під яким показані будівлі вказують на те, що Куагоґ знаходиться на захід від центру міста Провіденс. Однак, у кількох епізодах показано берегову лінію, якою володіють в реальному тільки Кренстон та Провіденс. Це підтверджує той факт, що дім 31 на Ложковій вулиці (англ. 31 Spooner Street), адреса, за якою мешкають Грифіни знаходиться саме на заході від Парку Роджера Вільямса у Провіденсі.

## Історія міста
Якщо вірити мерові міста Адамові Весту, місто було засновано Майлсом «Пустомелею» Мускетом, моряком, якого викинуло за борт. Згідно з легендою, його врятувала чарівна устриця, допомігши втриматися на воді та не потонути. Разом вони заснували Квагоґ. Пізніше устриця втекла від Майлса після того, як той збирався її вбити. З тих пір устриця — символ Квагоґу, використання якого можна зустріти у назві бару «П'яна устриця». Власне, назва англ. Quahog — це одна з назв їстивного двостулкового молюска Mercenaria mercenaria.